# Morphologische Sprachtypologie
Morphologische Sprachtypologie ist der sprachtypologische Oberbegriff für den analytischen Sprachbau und den synthetischen Sprachbau.
Die Morphologische Sprachtypologie wurde von Adam Smith 1761 in seine „Considerations concerning the first formation of languages“ eingeführt, von Edward Sapir ausgebaut und von Joseph H. Greenberg weiterentwickelt.